# Evangelische Kirche Kleinenbremen

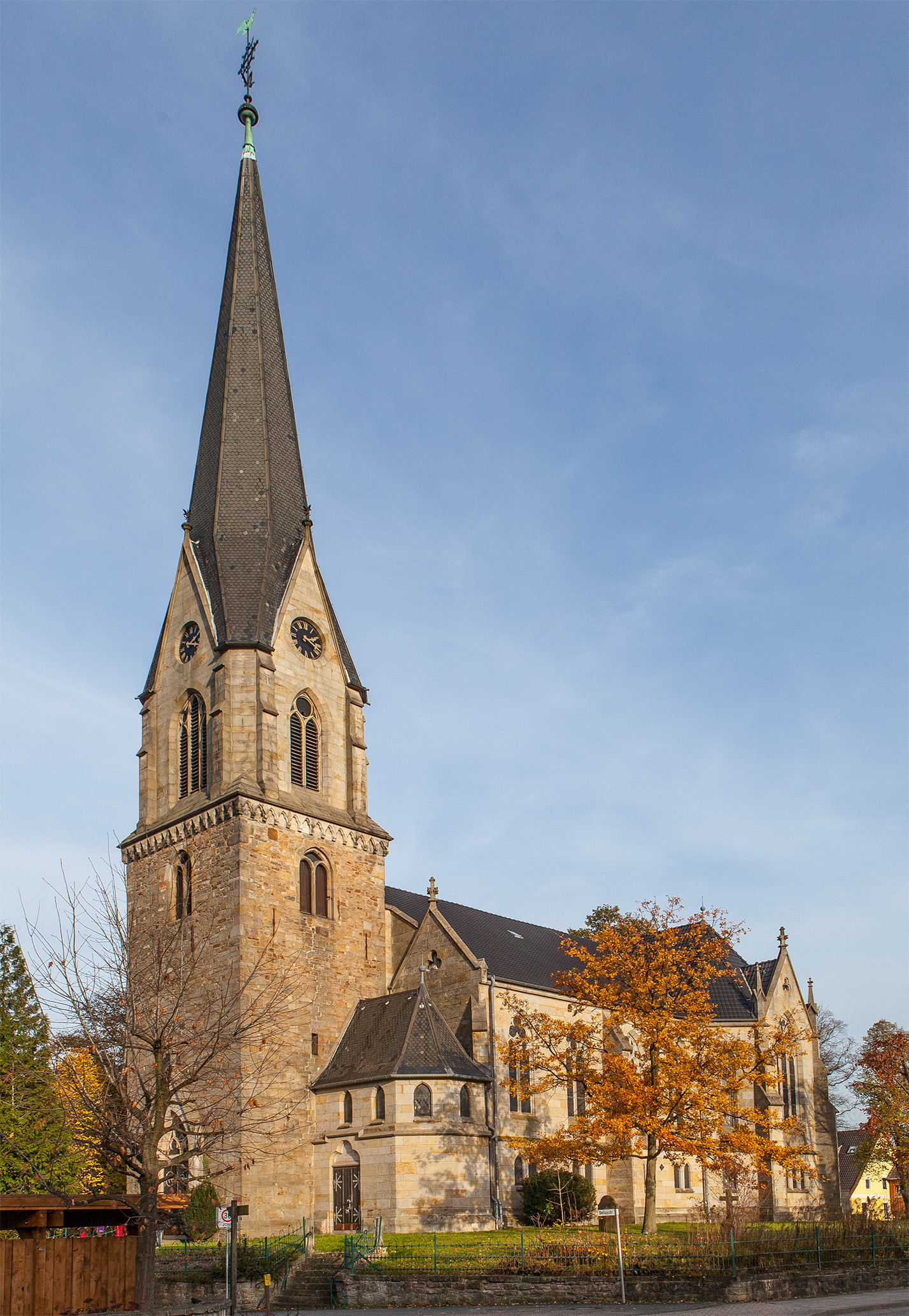
Evangelische Kirche Kleinenbremen

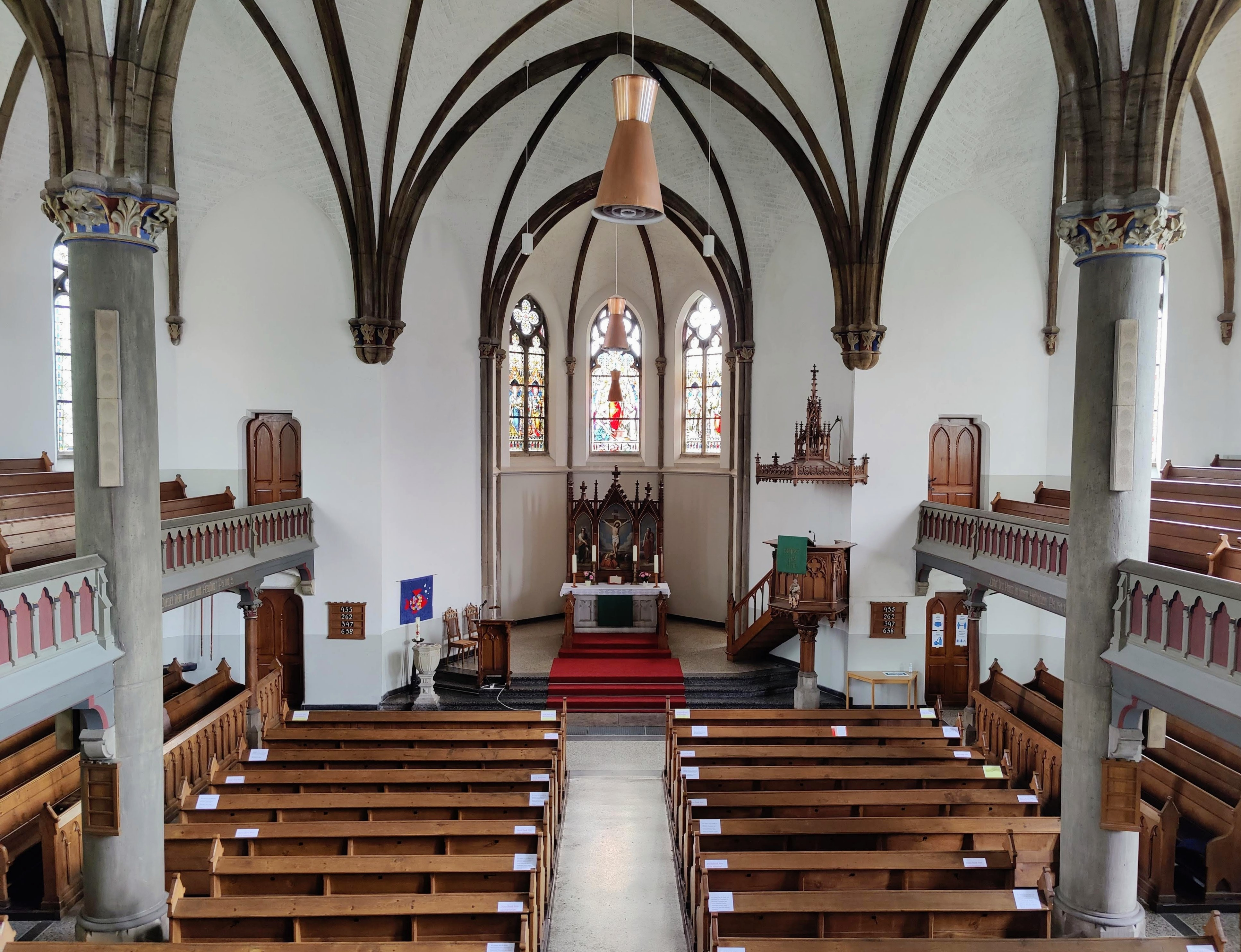
Innenraum

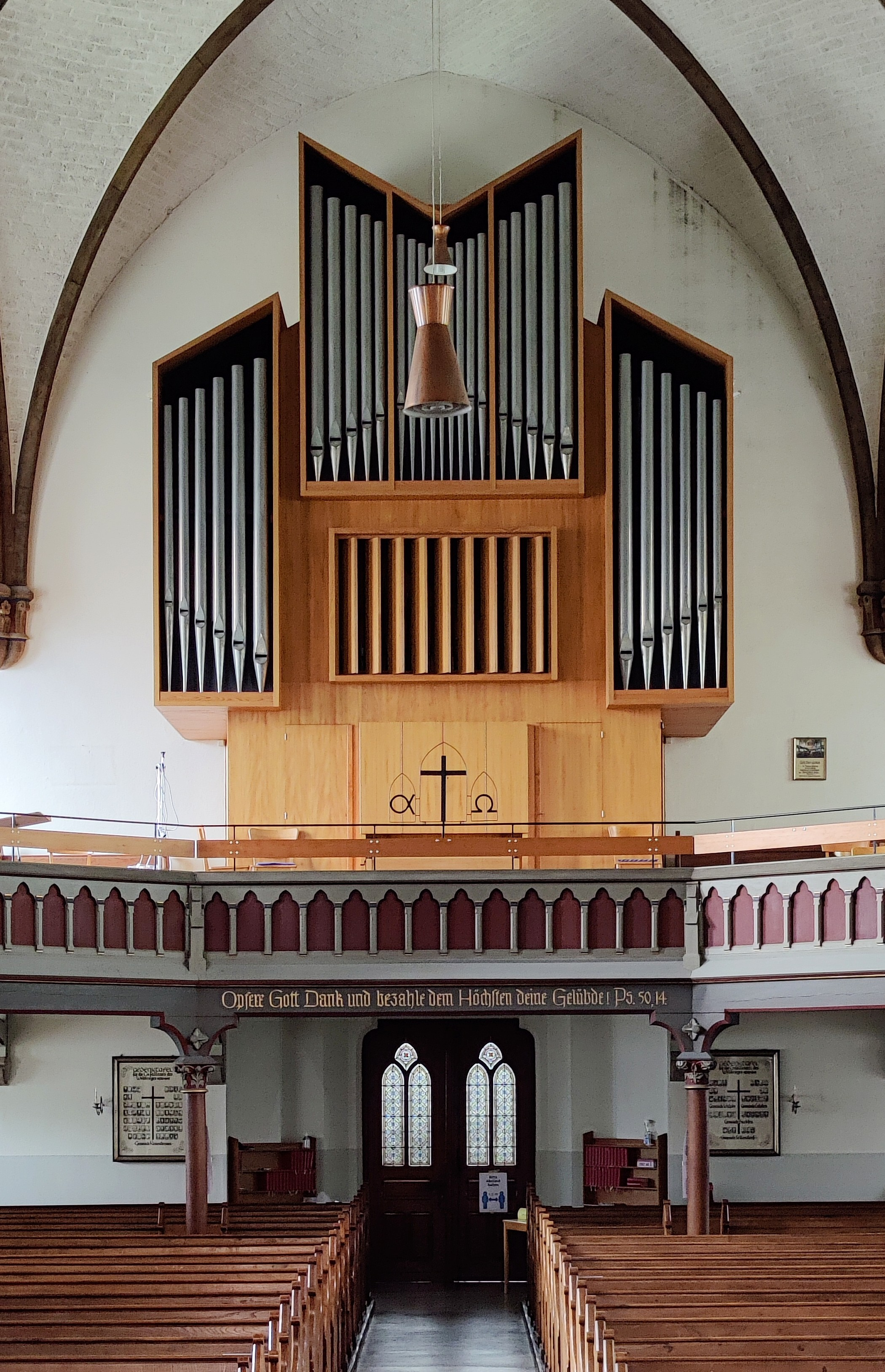
Orgel

Die evangelische Kirche ist ein denkmalgeschütztes Kirchengebäude in Kleinenbremen, einem Stadtteil von Porta Westfalica im Kreis Minden-Lübbecke (Nordrhein-Westfalen).

## Geschichte und Architektur
Eine Kirche wurde erstmals 1181 erwähnt, diese wurde 1483 ersetzt. Bei dem Abriss im Jahr 1893 blieb nur der untere Teil des Kirchturmes erhalten. Die neugotische Emporenhalle mit übergiebelten querschiffartigen Anräumen wurde von 1893 bis 1896 von Heinrich Hutze errichtet und 1896 eingeweiht. Der eingezogene Chor ist dreiseitig geschlossen. Die unteren Geschosse des 61 Meter hohen quadratischen Westturms wurden nach einer Bezeichnung 1483 gebaut. Im Innenraum ruhen Kreuzrippengewölbe auf Rundstützen. Die Bleiglasfenster sind aus der Bauzeit.
In der Kirche war von 1944 bis 1946 ein Teil des Schatzes der Hohenzollern versteckt: Kurt von Plettenberg, Leiter der Generalverwaltung des vormals regierenden preußischen Königshauses, ließ unter der Kellertreppe die preußische Königskrone sowie 15 Tabatieren Friedrichs des Großen einmauern, um sie nicht den Alliierten in Berlin preiszugeben. Die Verbindung nach Kleinenbremen ergab sich, weil von Plettenberg zuvor Leiter der Verwaltung des Hauses Schaumburg-Lippe in Bückeburg war.

## Trivia
Von 1945 bis 1946 wurde im Kellergewölbe die preußische Königskrone aus dem Hohenzollernschatz versteckt gehalten.

## Ausstattung
- Das kelchförmige Taufbecken aus Sandstein mit quadratischem Fuß ist mit 1652 bezeichnet.
- Bemerkenswert sind die Fragmente der Bauplastik des romanischen Vorgängerbaus. Es werden unter anderem Schlusssteine, ein Tympanon mit der segnenden Hand Gottes und Säulenreste gezeigt.

## Orgel
Die Orgel wurde im Jahr 1973 von Konrad Koch erbaut. Sie verfügt über 23 Register auf zwei Manualen und Pedal sowie mechanische Spieltraktur. Die Disposition lautet:
| I Hauptwerk C–g3 |     |
| Bordun           | 16′ |
| Prinzipal        | 8′  |
| Rohrflöte        | 8′  |
| Oktave           | 4′  |
| Flöte            | 4′  |
| Oktave           | 2′  |
| Hintersatz IV    |     |
| Trompete         | 8′  |
| Tremulant        |     |

| II Schwellwerk C–g3 |       |
| Gedackt             | 8′    |
| Prinzipal           | 4′    |
| Gemshorn            | 4′    |
| Waldflöte           | 2′    |
| Nasat               | 1 ⁄3′ |
| Sesquialtera I-II   |       |
| Scharff III-IV      | 1⁄2′  |
| Holzkrummhorn       | 8′    |
| Tremulant           |       |

| Pedal C–f1       |     |
| Subbaß           | 16′ |
| Prinzipal        | 8′  |
| Oktave           | 4′  |
| Nachthorn        | 2′  |
| Rauschpfeife III |     |
| Stillposaune     | 16′ |
| Trompete         | 4′  |

- Koppeln: II/I, I/P, II/P